# Йоркский устав

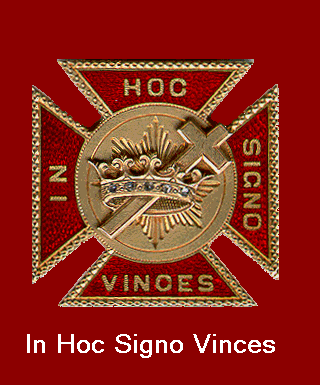
Эмблема Йоркского устава

Йоркский устав (англ. York Rite), или «Американский устав» — один из самых распространённых масонских уставов. Практикуется большинством лож в США, Канаде и Австралии.

## Структура Йоркского устава

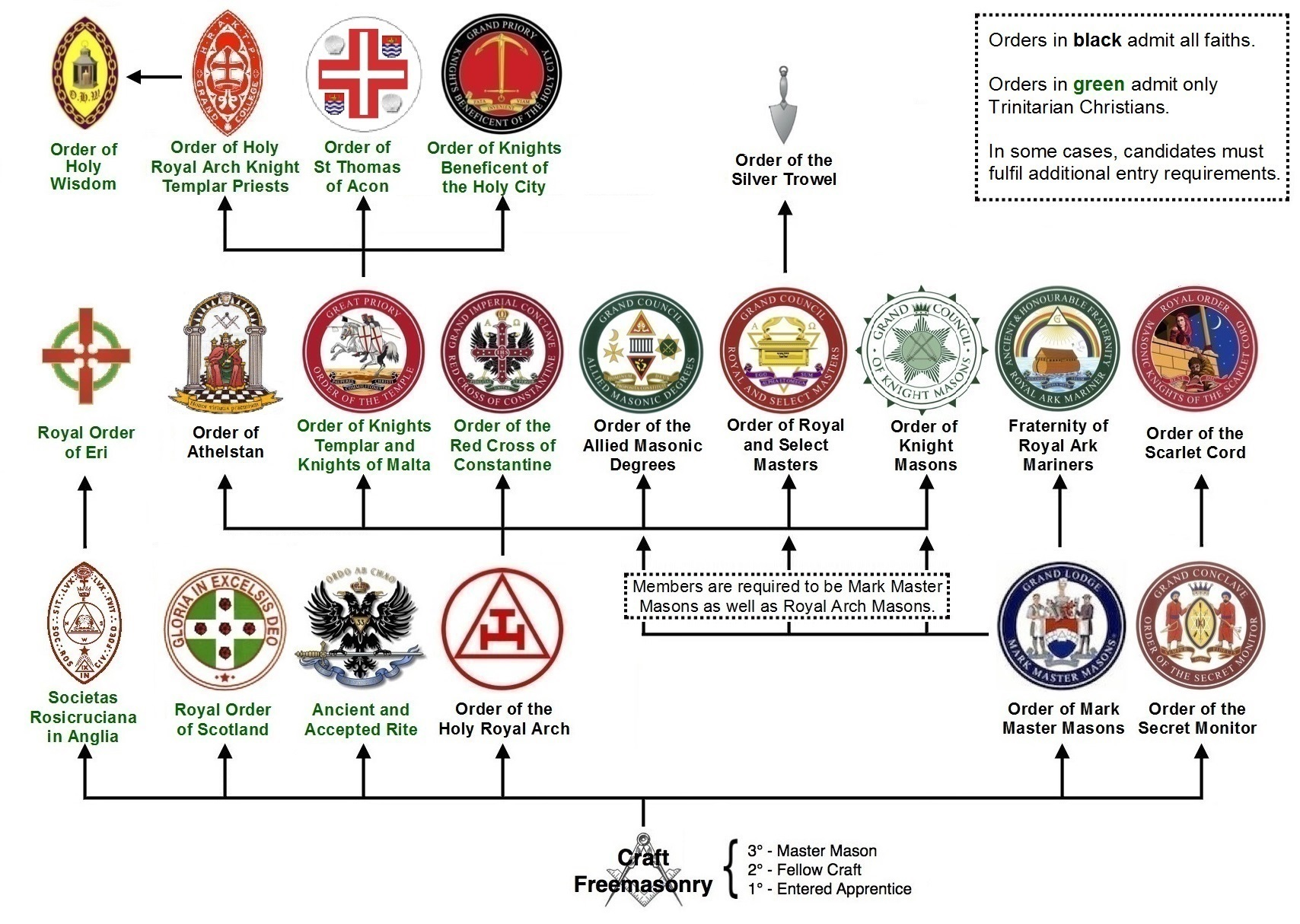
Структура орденов связанных с Йоркским уставом

Устав состоит из нескольких последовательных градусов (степеней), организационно относящихся к различным масонским организациям или орденам, каждая из которых осуществляет над ними своё иерархическое управление. Более точно, Йоркский устав — это совокупность отдельных масонских орденов и соответствующих им градусов, по отдельности работавших бы независимо друг от друга. Три независимых подразделения Йоркского устава — это Капитул королевской арки, Совет царственных и избранных мастеров (или Совет масонов Крипты), и тамплиеры, каждое из которых управляется самостоятельно, но считаются каждое частью Йоркского устава. Также существуют другие организации, предполагающие непосредственную связь с Йоркским уставом или для членства в них требующие от масона членства в нём: к примеру, Верховный колледж йоркского устава, где принято, что устав состоит из трёх вышеупомянутых орденов.
Своё название устав получил от города Йорк, в котором, по масонской легенде, проходили собрания английских масонов; правда, на эту легенду ссылаются только наставления ритуалов Верховного колледжа устава.
Йоркский устав — одна из дополнительных систем масонства, в которую масон, имеющий степень мастера, может вступить для расширения своего масонского кругозора. Но Йоркский устав — не единственная масонская система в мире, за её пределами насчитывается большое количество и ритуалов, и организаций. И в большинстве случаев при условии, что верховное подразделение (великая ложа, капитул или совет) признает аналогичную организацию как правильную (соответствующую масонским законам — «регулярную»), каждый отдельный орден признаёт братские взаимоотношения с соответствующей верховной организацией в пределах йоркской системы.
Так как Йоркский устав фактически является совокупностью отдельных организаций, состоящих в ордене, то каждая организация работает с некоторой автономией. И хотя они считаются организациями одного устава, каждому масону одновременно можно вступать в одну такую организацию и не вступать в другие. К примеру, в некоторых юрисдикциях можно пропустить Крипту, а вступить в Королевскую арку и Орден тамплиеров. А нехристиане могут присоединиться к Королевской арке и Крипте, поскольку для вступления в Орден тамплиеров требуется христианская вера. В любом случае для членства как в Крипте, так и в Тамплиерах необходимо состоять в Королевской арке. Ниже приводится описание подразделений Йоркского устава:

### Королевская арка

Тройное Тау — эмблема Королевской арки

Королевская арка — первый орден Йоркского устава, в который масон может вступить по достижении градуса мастера. Капитул Королевской арки работает в следующих градусах:
- Мастер метки — в некотором смысле — расширение степени подмастерья. В некоторых юрисдикциях градус даётся в ложе подмастерьев — втором градусе символической ложи.
- Условный Бывший мастер существует согласно традиции, по которой только бывшим досточтимым мастерам было позволено вступать в королевскую арку. Ввиду того, что на этот градус много претендентов, готовить их к нему должен действительный бывший мастер. Основная часть работы похожа на инсталляцию досточтимого мастера символической ложи. Действует на территории США, за её пределами не проводится.
- Весьма превосходный мастер в этом градусе завершается возведение Храма Царя Соломона, известное по трём символическим градусам. В Англии градус входит в Крипту вместе с тремя предыдущими градусами.
- Масон королевской арки — считается самым красивым градусом всего масонства.

После ассамблеи Великого верховного капитула 10 ноября 2004 года в Англии, появились существенные отличия от работ в этом градусе в Англии от работ в США. Правила братских взаимопризнаний остались прежними. Масоны, достигшие этого градуса, могут продолжить продвижение в крипту или прямо к тамплиерам (если разрешено; требования среди юрисдикций различны).

### Крипта

Эмблема Совета царственных и избранных мастеров

В некоторых юрисдикциях для членства в Ордене тамплиеров членство в Совете царственных и избранных мастеров, или Совете масонов Крипты, не считается необходимым, и в неё могут не вступать. Масонство крипты имеет такое название, или Устав крипты, так как крипта, или потайная подземная комната Храма Царя Соломона заметно упоминается в её градусах:
- Царственный мастер
- Избранный мастер
- Супер превосходный мастер

В некоторых советах между градусами избранного и супер превосходного мастера предлагается пройти градус весьма превосходного мастера.

#### Совет царственных и избранных мастеров
Совет крипты посвящает в четыре обозначенных выше градуса. Кандидат должен состоять в Королевской арке и быть в степени мастера метки.

### Тамплиеры

Эмблема рыцарей тамплиеров Йоркского устава

Тамплиеры — последний орден из входящих в Йоркский устав. В отличие от остальных его подразделений, требующих для членства просто веру в Высшую Сущность, вне зависимости от религиозной конфессии. Для членства в Ордене тамплиеров необходимо быть исключительно христианином, прошедшим полностью все градусы Королевской арки, а в некоторых юрисдикциях — ещё и градусы крипты. Этот орден создан по примеру исторического Ордена рыцарей-храмовников в надежде сохранить дух этой организации. С давних пор считалось, что масонство было основано тамплиерами или они после их преследований нашли в нём своё убежище. Великий стан Соединённых Штатов признаёт наличие таких теорий, но признаёт, что нет никаких доказательств в их оправдание.
Отдельное подразделение тамплиеров называется командорством и в каждом штате действует под юрисдикцией великого командорства, а на уровне страны (в Соединённых Штатах) — под юрисдикцией великого стана. Такое подчинение уникально среди всех масонских подразделений, так как они обычно подчинены только старшему подразделению штата. В противоположность стандартной системе градусов, существующей во всём масонстве, Орден тамплиеров состоит ещё из трёх орденов, плюс одного «проходного» ордена:
- Прославленный орден красного креста
- Проходной орден Св. Павла (или Путь Средиземноморья)
- Орден рыцарей Мальты (или просто Мальтийский орден)
- Орден храма

## Равнозначные независимые организации

### Носитель метки и мастер метки

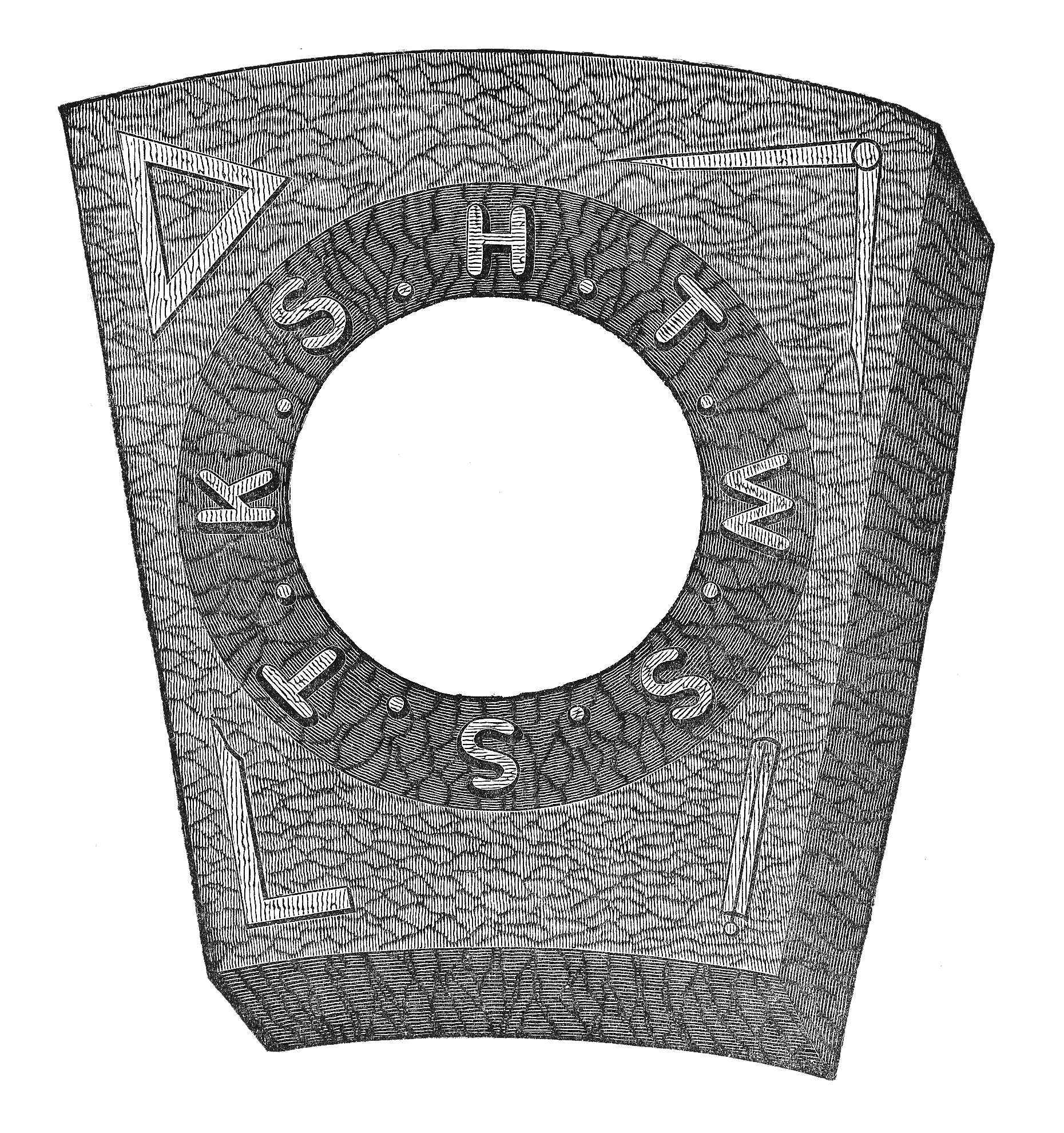
Замковый камень — символ марк мастера

- В Англии, Индии и части Европы и Австралазии градус метки присваивается в отдельно учреждённой ложе мастеров масонов метки. Кандидат на усовершенствование должен быть мастером масоном. Следующий градус, морехода царственного ковчега, присваивается в ложе метки, которая не относится к Йоркскому уставу. В США этот градус входит в число смежных масонских градусов. В Канаде градус морехода царственного ковчега присваивается Советом царственных и избранных мастеров.
- В Шотландии градус метки проходят в символической ложе, как логическое завершение градуса подмастерья, но для присвоения этого градуса требуется, чтобы кандидат был мастером масоном. Как альтернатива, в качестве исключения, марку могут присвоить в капитуле королевской арки в качестве предпосылки для возвышения в градус королевской арки. Если кандидата успели посвятить в градус метки в символической ложе, его посвящение в капитуле проводится по короткому ритуалу аффилиации в ложу метки, к этому капитулу относящейся (говорят — «причаленной», или «пришвартованной» к капитулу; англ. — «moored»)[2].

### Святая королевская арка

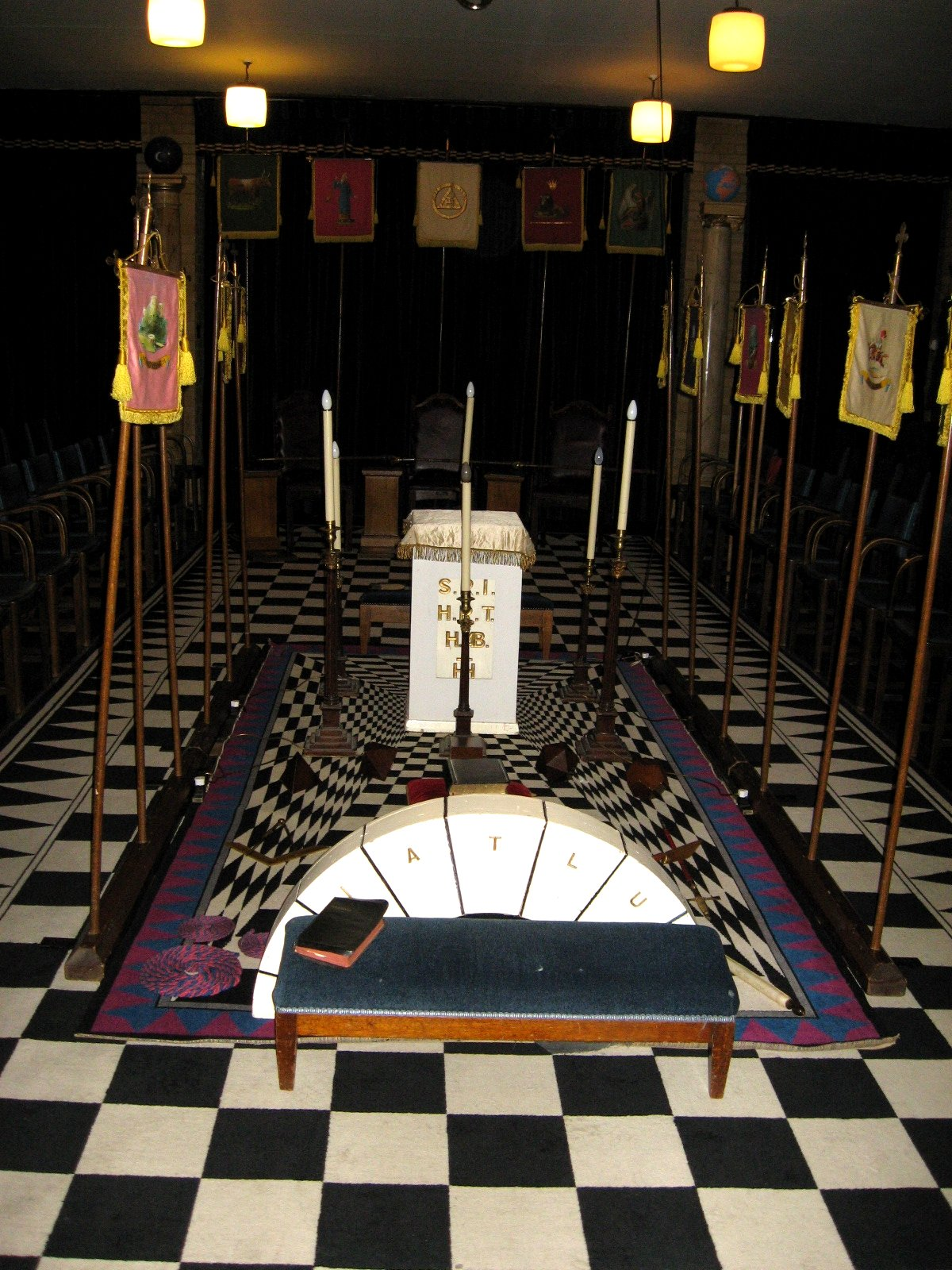
Капитул Святой королевской арки

Святая королевская арка (СКА) связана с многими масонскими организационными структурами по всему миру, многие из которых занимают различное положение в ордене.
- В Англии, Европе и Австралазии капитул святой королевской арки должен содержаться символической ложей и иметь одинаковый с ней номер (в большинстве случаев — и то же название (титул)); однако, СКА — орден независимый, не связанный с символическими градусами. Верховный великий капитул королевской арки учреждён руководством Объединенной великой ложи Англии, но руководство осуществляется другим способом, хотя множество великих офицеров великой ложи занимают в великом капитуле равнозначные должности. В таких странах Орден королевской арки состоит из одного градуса «королевской арки», хотя для инсталляции трёх основных его офицеров проводится отдельно для каждого одна и та же церемония. В качестве компромисса, при слиянии в 1813 году двух противоборствовавших великих лож (одна из них признавала королевскую арку «четвёртым градусом», другая же его игнорировала), английские масоны признают королевскую арку соответствующим «истинному, древнему масонству», но принято, что это не дополнительный градус, а просто логическое завершение третьего градуса. Однако, это было уступкой компромиссу, идущей вразрез обычной масонской (ритуальной) практики, и в конце концов 10 ноября 2004 года (после долгих обсуждений специальной рабочей группой) великим капитулом (на его «регулярном» собрании в Лондоне) был сделан «откат» к прежним традициям ритуальной практики, отринув это положение компромисса; королевская арка была провозглашена отдельным градусом со всеми вытекающими из этого обстоятельствами, хотя и — развитием третьего градуса. Постановлением по правке текста положения ритуала, изменённого для достижения компромисса, были изъяты.
- В Шотландии градус присваивается в Капитуле королевской арки, входящего в совершенно отдельную административную структуру (Верховный великий капитул королевской арки Шотландии). Из-за различий в ритуале, масоны в градусе КА из Англии не могут входить в шотландские капитулы КА без прохождения ими этого градуса по шотландскому варианту ритуала. До достижения градуса КА кандидат должен быть в градусе метки и превосходного мастера. Зато посвящённые в эти градусы в Шотландии могут посещать собрания капитула в Англии, да и вообще любой капитул, если они находятся во взаимном признании[4][2].

### Тамплиеры

Эмблема совета

Официальное название — Объединённые религиозные, военные и масонские ордены храма и Св. Иоанна Иерусалимского, Палестинского, Родеса и Мальты, но повсеместно орден известен под названием «Тамплиеры». Отдельные подразделения Ордена тамплиеров носят название прецепторий; Рыцарей Святого Павла — капитулов; Рыцарей Мальты — приораты; все работают под юрисдикцией великого и высшего приората, зачастую через промежуточный уровень — провинциальный приорат. Хотя некоторые юрисдикции по отдельности входят как в Великий приората храма, так и Великий приорат Мальты (к примеру, так обстоят дела в Англии), но великий мастер и прочие великие офицеры занимают равные должности в обоих подразделениях.
В этой системе три градуса:
- Тамплиер (Орден храма)
- Рыцарь Св. Павла (представляет Путь Средиземноморья)
- Рыцарь Мальты (Орден Мальты)

Членство по приглашению, а кандидаты должны быть в градусе мастера масона, достигшими градуса святой королевской арки и принимать принцип святой и неделимой Троицы.